# Joshua A. Fishman
Joshua Aaron Fishman (jid. ‏שיקל פֿישמאַן‎; ur. 18 lipca 1926 w Filadelfii, zm. 1 marca 2015 w Nowym Jorku) – amerykański językoznawca, socjolingwista. Specjalizował się w socjologii języka, planowaniu językowym, edukacji dwujęzycznej oraz relacji między językiem a przynależnością etniczną. Założyciel czasopisma „International Journal of the Sociology of Language”.
Urodził się i dorastał w Filadelfii. Jego siostrą była poetka Ruchl Fiszman. Kształcił się na Uniwersytecie Pennsylwanii (1944–1948), gdzie uzyskał bakalaureat z historii oraz magisterium z psychologii. W 1953 r. uzyskał doktorat z psychologii społecznej na Uniwersytecie Columbia.